# Evarcha jucunda
Evarcha jucunda är en spindelart som först beskrevs av Lucas 1846.  Evarcha jucunda ingår i släktet Evarcha och familjen hoppspindlar. Inga underarter finns listade i Catalogue of Life.